# Drop olbrzymi
Drop olbrzymi (Ardeotis kori) – gatunek dużego i ciężkiego ptaka z rodziny dropi (Otididae), występujący we wschodniej i południowej Afryce. Samce dropia olbrzymiego należą do najcięższych latających ptaków żyjących współcześnie. Gatunek bliski zagrożenia wyginięciem.

## Podgatunki i zasięg występowania
Wyróżnia się dwa podgatunki A. kori:
- A. k. struthiunculus (Neumann, 1907) – Etiopia i północna Somalia do Ugandy i północnej Tanzanii
- A. k. kori (Burchell, 1822) – południowa Angola na wschód po Zimbabwe i południowy Mozambik oraz na południe po RPA

## Morfologia
Cechy gatunkuGłowa, szyja i pierś czarno-biała, grzbiet i skrzydła brązowe, brzuch biały. Na czubku głowy znajduje się pęczek dłuższych piór. Wysokie, silne nogi.
Średnie wymiary
Samce:
- długość ciała 120–150 cm[5]
- rozpiętość skrzydeł 230–275 cm
- masa ciała od 7 do 18 kg[5]

Samice:
- długość ciała 105–120 cm
- rozpiętość skrzydeł 170–220 cm
- masa ciała od 4 do 7 kg[6]

Masa ciała poszczególnych osobników jest bardzo zmienna i zależna od warunków pogodowych oraz dostępności pożywienia w danym roku.

## Ekologia i zachowanie
BiotopSawanna.
Tryb życiaŻyje w parach lub małych stadach. Zjada owady, nasiona, małe gady i gryzonie.
RozmnażanieSamiec w trakcie toków wykonuje charakterystyczny taniec godowy. Samica składa 1 lub 2 jaja w zagłębieniu w ziemi i wysiaduje je przez 28 dni. Pisklęta uczą się latać w wieku 6 tygodni.

## Status
IUCN od 2013 roku uznaje dropia olbrzymiego za gatunek bliski zagrożenia (NT, Near Threatened); wcześniej, od 1988 roku był on klasyfikowany jako gatunek najmniejszej troski (LC, Least Concern). Liczebność światowej populacji nie została oszacowana, ale ptak ten opisywany jest jako nadal pospolity tam, gdzie nie jest niepokojony przez ludzi. Trend liczebności populacji uznawany jest za spadkowy.